# Isidorea pedicellaris
Isidorea pedicellaris är en måreväxtart som beskrevs av Ignatz Urban och Erik Leonard Ekman. Isidorea pedicellaris ingår i släktet Isidorea och familjen måreväxter.
Artens utbredningsområde är Haiti. Inga underarter finns listade i Catalogue of Life.